# Saint-Ouen-de-Mimbré
Saint-Ouen-de-Mimbré är en kommun i departementet Sarthe i regionen Pays de la Loire i nordvästra Frankrike. Kommunen ligger i kantonen Fresnay-sur-Sarthe som tillhör arrondissementet Mamers. År 2022 hade Saint-Ouen-de-Mimbré 914 invånare.

## Befolkningsutveckling
Antalet invånare i kommunen Saint-Ouen-de-Mimbré
| Referens: INSEE |